# Zond 1964A
Zond 1964A byla sovětská lunární sonda, která měla provést průlet kolem Měsíce. Cílem mise bylo testovat technologie pro budoucí lety na Mars. Sonda odstartovala 4. června 1964. Nosná raketa však selhala a Zond 1964A se nedostala na oběžnou dráhu Země.